# Rudolf Engelmann

Rudolf Engelmann

Friedrich Wilhelm Rudolf Engelmann (* 1. Juni 1841 in Leipzig; † 28. März 1888 ebenda) war ein deutscher Astronom und Verlagsbuchhändler.

## Leben
Engelmann wurde 1841 als Sohn des Verlegers Wilhelm Engelmann in Leipzig geboren. Er besuchte die Thomasschule zu Leipzig. Er studierte Astronomie an der Rheinischen Friedrich-Wilhelms-Universität Bonn und der Universität Leipzig. Er wurde Assistent bei Karl Christian Bruhns und 1863 Observator der Sternwarte Leipzig. 1864 promovierte er zum Dr. phil. und habilitierte 1871. Danach wirkte er als Privatdozent in Leipzig. 1874 wurde er Prokurist, 1876 Teilhaber und 1878 Inhaber der Buchhandlung seines Vaters. Im Jahr 1880 wurde er zum Mitglied der Leopoldina gewählt.
1875 bis 1878 gab er mit den dreibändigen "Abhandlungen von Friedrich Wilhelm Bessel" und den "Recensionen von Friedrich Wilhelm Bessel" das Gesamtwerk dieses Astronomen, Mathematikers, Geodäten und Physikers heraus.
Rudolf Engelmann wurde im Engelmannschen Erbbegräbnis in der IX. Abteilung des Neuen Johannisfriedhofs beerdigt.
Der Physiologe, Biologe und Zoologe Theodor Wilhelm Engelmann (1843–1909) war sein jüngerer Bruder.